# César Chanona
César Augusto Gómez Chanona (Villa Flores, Chiapas, 28 de agosto de 1979), más conocido como César Chanona, es un músico, arreglista y productor musical mexicano ganador del Grammy Latino en 2006 dentro de la categoría de "Mejor Álbum de Rock por Dúo o Grupo" por el disco Casa. 

## Biografía
Comenzó a tocar la guitarra acústica a la edad de 8 años lírica e independientemente, en esta etapa surgió un gusto por la música que lo llevó a dedicarse totalmente a ella.
Actualmente músico de sesión, dedicado a la producción de sus canciones las cuales están posicionadas en diversos programas de tv, cine y cortometajes y llevando estos conocimientos a su faceta como docente en www.eamlabataca.com (enlace roto disponible en Internet Archive; véase el historial, la primera versión y la última). fundada y dirigida por Alonso Cortés y el mismo.

## Trayectoria
En 1989 se traslada a México, D.F. para iniciar sus estudios musicales siendo entonces con maestros particulares. En 1995 forma parte del Personal de la banda Limbo Zamba y trabaja en eventos de Serpiente Sobre Ruedas (movimiento a favor del EZLN) que realizara conciertos masivos con la participación de bandas como El Tri, La Cuca, Aterciopelados, Julieta Venegas, Las Víctimas del Doctor Cerebro, La Gusana Ciega, entre otros. 
En 1998 ingresa en la academia de música Fermatta cursando la carrera de Música Popular Contemporánea y al mismo tiempo estudia la Licenciatura en Jazz en la Escuela Superior de Música, durante esta proceso forma una banda de estilo Jazz/funk llamada Oran Juzz.
En 2001 es llamado a colaborar en el proyecto de Natalia Lafourcade donde tocó el bajo y realizó una gira que abarcó toda la República Mexicana, Estados Unidos, Centro y Sudamérica, Puerto Rico, España y Japón. Al terminar la exitosa gira del disco homónimo de Natalia Lafourcade el proyecto da un giro inesperado, deciden cambiar el nombre a Natalia y La Forquetina y se refuerza con la participación en la composición del siguiente disco de los 3 músicos que integraban la banda. En 2005 graba el disco Casa producido por Emmanuel del Real "Meme" (tecladísta de Café Tacuba) y mezclado por Tony Peluso (guitarrista de Carpenters).
Para esta época la marca de instrumentos Yamaha se interesa en Chanona por lo que deciden otorgarle un patrocinio.
Después de la separación de Natalia y la Forquetina, Chanona junto con su compañero y baterista de la banda Alonso Cortés deciden formar en conjunto el proyecto musical Camper.
Con Camper han sido partícipes de diversas campañas publicitarias para marcas como Doritos siendo nombrados como la banda "INCOGNITO" 2011 y cadenas como Best Buy donde impartieron clínicas especializadas para el uso del programa GarageBand así como compositores de temas de cine y televisión, como es el caso de Hermanos y Detectives, Atrévete a Soñar, Plaza Sésamo, S.O.S.: Sexo y otros secretos (este último todavía como La Forquetina) entre otros. En el 2012 con Camper también participó en la realización de una App para teléfono inteligente desarrollada por la compañía Imageframe en la que contenían las canciones de la banda, un press kit y videos individuales de los integrantes ejecutando cada canción del disco, además de 3 videos Tutoriales dando consejos basados en la experiencia de creación y composición las canciones y algunas habilidades extras en cada instrumento, para esto, fueron pioneros siendo la primera banda mexicana en realizar una App con estas características.

## Actualidad
Actualmente es el encargado de la producción y realización del evento Rolling Shure, (con el respaldo de la marca SHURE), evento realizado en plazas comerciales y escuelas de renombre cumpliendo 70 presentaciones en 2 años comprendidos del 2011 a la actualidad, desde mediados del 2013 se encuentra en activo participando dentro del proyecto 22 con Memo Méndez Guiu y Valeria Gonzales Camarena, es miembro activo de la Sociedad de Autores y Compositores de México desde 2005, docente de la Escuela Alternativa de Música La Bataca y se encuentra enfocado en su faseta de composición, producción y arreglista.

## Colaboraciones
| Año  | Título                                           | Artista                                                   | Álbum                                        |
| ---- | ------------------------------------------------ | --------------------------------------------------------- | -------------------------------------------- |
| 2002 | "Con Las Hojas Las Hormigas" (Versión Original)" | Natalia Lafourcade                                        | "El que la hace la canta (Primer Acto)"      |
| 2002 | "Amarte Duele"                                   | Natalia Lafourcade                                        | Soundtrack de la película Amarte Duele       |
| 2002 | "Amarte Duele (Acústica)"                        | Natalia Lafourcade                                        |                                              |
| 2002 | "En el 2000 (Versión Acústica)"                  | Natalia Lafourcade                                        | "Ultra FM (CD Promocional)"                  |
| 2005 | "O Pato (Un Pato)"                               | Natalia & La Forquetina                                   | Soundtrack de la película Temporada de Patos |
| 2005 | "Ayudar Es Amar"                                 | Pepe Aguilar, Sin Bandera, Reyli, Natalia & La Forquetina | Himno Teletón 2005                           |
| 2005 | "Y Todo Para Qué"                                | Natalia & La Forquetina                                   | X (Diez) Disco 2 (Tributo)                   |
| 2006 | "Amarte Duele (En vivo)"                         | Reik, Natalia & La Forquetina                             | Sesión Metropolitana                         |
| 2006 | "Piel Canela"                                    | Natalia & La Forquetina                                   | Viva Tin Tan (Tributo)                       |
| 2007 | "Solamente te lo doy a ti"                       | Natalia & La Forquetina                                   | Soundtrack de la película Niñas Mal          |
| 2010 | "Día Normal"                                     | Camper                                                    | Soundtrack de la serie Hermanos y detectives |
| 2012 | "Piel Canela"                                    | Natalia & La Forquetina                                   | Soundtrack de la película "Aquí Entre Nos"   |

## Videografía
- "En El 2000"
- "Amar Te Duele"
- "Un Pato"
- "Ser Humano"
- "Casa"
- "Piel Canela"
- "Día Normal"
- "Esfera Disco"